# Наталі Шафер
Наталі Шафер (англ. Natalie Schafer; (5 листопада 1900 , Ред-Банк, Нью-Джерсі  — 10 квітня 1991 , Беверлі-Гіллз, Каліфорнія ) — американська акторка театру, кіно та телебачення.

## Життєпис
Наталі Шафер народилася 5 листопада 1900 (точна дата її народження стала відома широкому загалу лише в 1991 році) в місті Ред-Банк, штат Нью-Джерсі (США). Була старшою дитиною (брат молодший на п'ять років, сестра — на шість) у родині Чарльза Емануеля Шафера (1870 — ?) і Дженні Елізабет Шафер (до шлюбу Тім; 1880 — після 1964).
У 1927 році вперше з'явилася на бродвейській сцені, де виступала до 1959 року: втім, за 32 роки взяла участь лише в 17 постановках, частіше граючи другорядних персонажок. Найпомітніші театральні роботи — «Дама в темному» (сезон 1941—1942 років) та «Романофф і Джульєтта» (сезон 1957—1958 років).
Вперше на широкому екрані Шафер з'явилася в 1930 році в короткометражному фільмі «Бідна риба», в 1937 році вона мала зіграти невелику роль танцюристки в стрічці «Донька Шанхая», але в результаті епізод з її участю вирізали, потім — з 1941 року Шафер стала з'являтися на екранах регулярно. З 1948 року акторка почала багато зніматися для телебачення. У 1979 році виступила як сценаристка — написала один епізод для серіалу «Човен кохання».
Наталі Шафер була однією з небагатьох жінок, які вижили після встановлення діагнозу рак молочної залози. Проте померла вона саме від раку (печінки) через багато років після діагнозу і успішного лікування (подвійної мастектомії).
Відповідно до заповіту, її прах був кремований і розвіяний над Тихим океаном біля узбережжя Каліфорнії. Шафер заповідала три мільйони доларів своєму пуделю, що викликало кілька судових позовів з боку її племінників і племінниць (близьких родичів акторка не мала).
Також Шафер багато жертвувала Американському товариству боротьби з раком і лікарні The Motion Picture and Television Hospital, за що в 1994 один з її нових корпусів отримав ім'я «Крило Наталі Шафер».

### Особисте життя
З 1933 по 1942 рік була одружена з відомим актором Луї Келхерном, пара розлучилася, дітей не було. У 1940-х і 1950-х багаторазово була помічена у стосунках із драматургом, режисером, продюсером та критиком Джорджем Кауфманом.
Лише за два тижні до смерті Шафер з'ясувалося, що вона на 12 років старша, ніж усі припускали: роком її народження виявився 1900, а не 1912 рік, причому про це не знав навіть її чоловік.

## Вибрана фільмографія

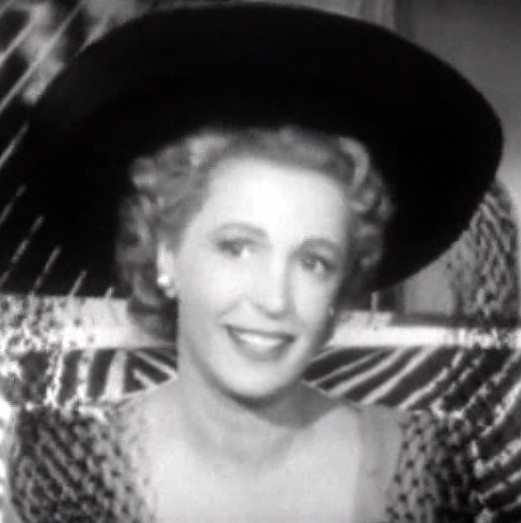
У фільмі « Знечещена леді»

За 49 років кінокар'єри Наталі Шафер з'явилася у 94 фільмах та серіалах.

### Широкий екран
- 1942 — Знову разом у Парижі / Reunion in France — фрау Емі Шредер (в титрах не вказана)
- 1945 — Тримайте свій порох сухим[en] / Keep Your Powder Dry — Гаррієт Корвін
- 1945 — Моллі та я[en] / Molly and Me — Кітті Гуд-Барроус
- 1945 — Диво-людина[en] / Wonder Man — місис Г'юм
- 1947 — Знечещена леді / Dishonored Lady — Етель Ройс
- 1947 — Повторне виконання / Repeat Performance — Елоїза Шоу
- 1948 — Таємниця за дверима / Secret Beyond the Door — Едіт Поттер
- 1948 — Час твого життя[en] / The Time of Your Life — леді із вищого світу (відвідувачка бару)
- 1948 — Зміїна яма / The Snake Pit — місис Стюарт
- 1949 — Полонянка / Caught — Дороти Дейл
- 1951 — Платіж на вимогу[en] / Payment on Demand — місис Една Блантон
- 1951 — Подбайте про мою дитину[en] / Take Care of My Little Girl — Кукі Кларк
- 1951 — Келевей пішов не туди[en] / Callaway Went Thataway — Марта Лоррісон
- 1954 — Велика ніч Казанови[en] / Casanova's Big Night — синьйора Форессі
- 1955 — Жінка на пляжі / Female on the Beach — Куїні Соренсон
- 1956 — Назавжди, любий[en] / Forever, Darling — Міллі Опдайк
- 1956 — Анастасія / Anastasia — Ірина Ліссемська
- 1957 — Ах, чоловіки! Ах, жінки! / Oh, Men! Oh, Women! — місис Дей
- 1961 — Провулок[en] / Back Street — місис Еванс
- 1961 — С'юзен Слейд[en] / Susan Slade — Марчон Корбетт
- 1973 — 40 каратів[en] / 40 Carats — місис Адамс
- 1975 — День сарани[en] / The Day of the Locust — Одрі Дженнінгс

### Телебачення
Наталі Шафер знімалася для багатьох телесеріалів і телефільмів з 1948 по 1990 рік, але у всіх серіалах грала гостьові ролі в одному-двох епізодах. Єдиний виняток — головна роль у серіалі «Острів Гіллігана» та кількох його спінофах.
- 1964—1967 — Острів Гіллігана / Gilligan's Island — місис Юнайс Лавелл Вентворт Говелл[en], дружина мільйонера (у 99 епізодах)
- 1978 — Втеча з острова Гіллігана[en] / Rescue from Gilligan's Island — місис Юнайс Лавелл Вентворт Говелл
- 1979 — Потерпілі корабельна аварія на острові Гіллігана[en] / The Castaways on Gilligan's Island — місис Юнайс Лавелл Вентворт Говелл